# Parque Aquático Júlio Delamare

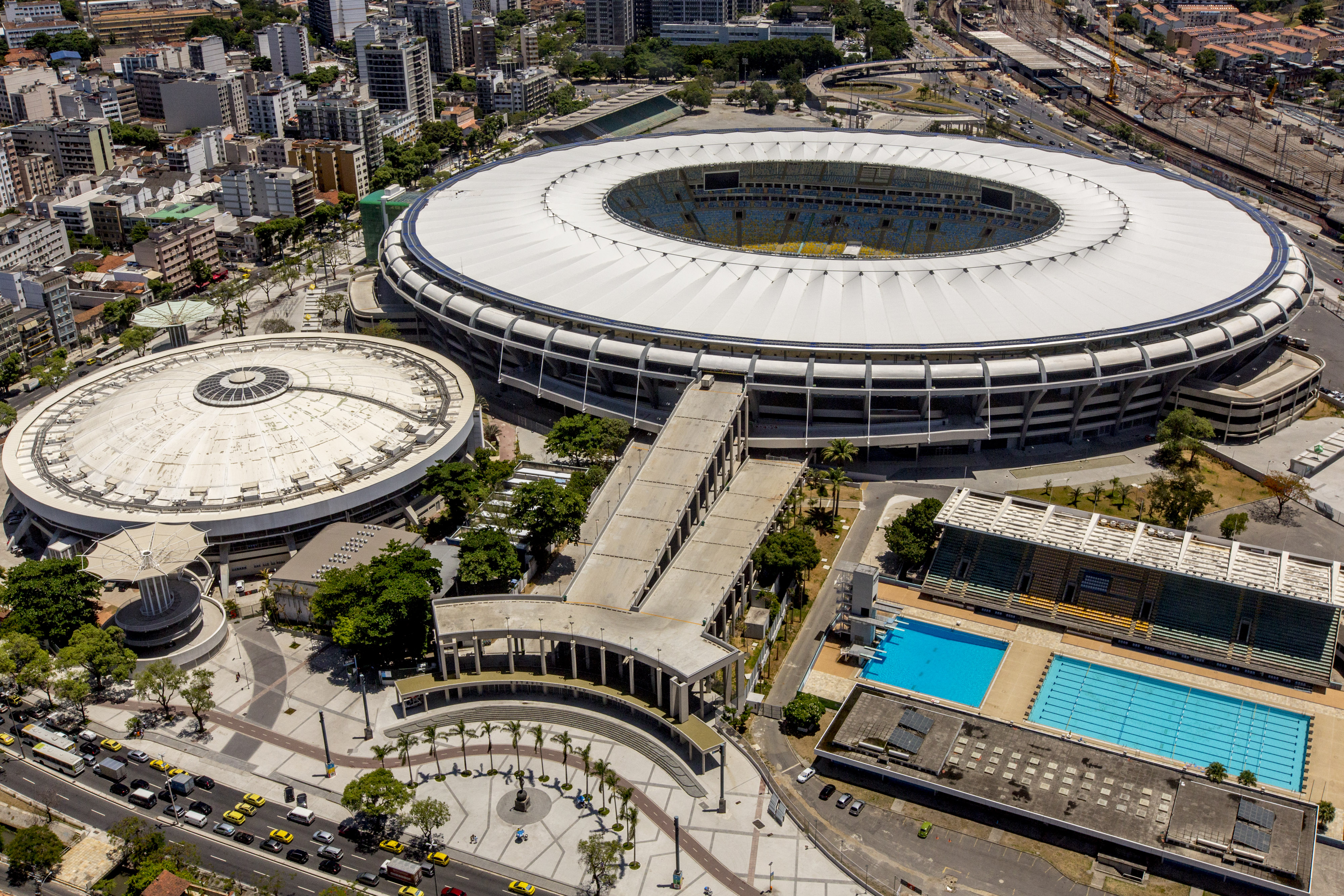
het sportcomplex Complexo Esportivo do Maracanã met het Maracanã, het Ginásio do Maracanãzinho en het Parque Aquático Júlio Delamare.

Het Parque Aquático Júlio Delamare is een zwembad in het Braziliaanse Rio de Janeiro. Het werd ingehuldigd in september 1978 en veelvuldig gebruikt voor zwemcompetities, waterpolo, synchroonzwemmen en schoonspringen. Na een grote renovatie werd het gebruikt bij de Pan-Amerikaanse Spelen 2007 voor de waterpolowedstrijden van dat toernooi.
Het vormt samen met het Maracanã en het Ginásio do Maracanãzinho het sportcomplex Complexo Esportivo do Maracanã, in de wijk Maracanã in het centrum van de stad.
Het zwembad kreeg de naam van de Braziliaanse sportcommentator en grote verdediger van de bouw van een zwembad op deze locatie Júlio Delamare die op 11 juli 1973 vijf jaar voor de inhuldiging overleed tijdens het vliegtuigongeluk met vlucht Varig 820 in de omgeving van de Aéroport de Paris-Orly bij Parijs.
Het zwembad met olympische afmetingen is gebouwd conform de regelgeving van de Fédération Internationale de Natation. Het schoonspringbad heeft een oppervlakte van 25 bij 25 meter met een diepte tot vijf meter. De springtoren heeft vijf platformen. Er is ook een overdekt zwembad van 25 bij 10 meter.
Het zwembad werd ontworpen door de architecten Rubens Cozzo, Ricardo Labre en Cândido Lemos. Het was in dit zwembad dat de basis werd gelegd voor zwemmers en generatiegenoten Fernando "Xuxa" Scherer en Gustavo Borges. Na verbouwingen volgde op 2 mei 2006 de heropening en dat jaar gingen de World Junior Swimming Championships van 23 tot 27 augustus hier door. Aan het openluchtbad is een tribune die initieel 5.712 zitplaatsen bood maar na 2006 meer comfortabele ruimte biedt voor 2.888 toeschouwers.
Na de Pan-Amerikaanse Spelen van 2007 en in de voorbereiding van de Olympische Spelen van 2016 was er sprake van het creëren van meer ruimte rond de Maracanã en het Maracanãzinho en het afbreken hiervoor van het Parque Aquático Júlio Delamare. Mede door een erkenning als beschermd erfgoed door burgemeester Eduardo Paes werd dit plan verijdeld. Het zwembad is geen locatie van de Olympische Spelen van 2016.